# Властелин колец: Кольца власти (саундтрек)
The Lord of the Rings: The Rings of Power — саундтрек к американскому сериалу стримингового сервиса Amazon Prime Video «Властелин колец: Кольца власти». Музыкальное сопровождение было написано композитором Беаром Маккрири, тогда как автором заглавной темы сериала выступил Говард Шор, писавший музыку к кинотрилогиям «Властелин колец» и «Хоббит».
Выход саундтрека к первому сезону телесериала состоялся 19 августа 2022 года, за две недели до официальной премьеры первых серий. Композиции «Galadriel» и «Sauron» были также выпущены отдельными синглами 21 июля 2022 года на платформе Amazon Music. Саундтрек состоит из 40 композиций. Выпуск альбома на физических носителях состоялся 14 октября 2022 года (CD) и 13 января 2023 года (винил). Помимо этого после премьеры каждой серии были выпущены дополнительные альбомы, включающие полное музыкальное сопровождение.
Саундтрек ко второму сезону, который состоит из 25 композиций, был выпущен 23 августа 2024 года. Также 8 и 15 августа отдельными синглами вышли две песни — «The Last Ballad of Damrod» и «Old Tom Bombadil».

## Производство
Беар Маккрири начал писать музыку к сериалу в июле 2021 года. Композитор рассказал, что работа над таким амбициозным проектом с предоставленной ему творческой свободой — это «возможность, которая представляется раз в жизни». Он провёл почти два месяца за сочинением новых музыкальных тем, основываясь на сценариях, сравнивая процесс с написанием симфонии. Маккрири записал около 9 часов музыки для первого сезона на протяжении 8 месяцев. Саундтрек призван отразить тот факт, что в телесериале различные народы находятся на пике своего развития по сравнению с меланхоличной и задумчивой музыкой, которую написал Говард Шор для Третьей Эпохи. По задумке Маккрири для каждой социальной группы были использованы различные музыкальные техники: для эльфов — «неземное» хоровое пение, для гномов — глубокий мужской вокал, в то время как музыка для харфутов включает звуки природы, а гармоничное звучание Нуменора создано под влиянием Среднего Востока.
Запись музыкального сопровождения для каждой из восьми серий проходила в течение 4 дней в студиях Эбби-Роуд и AIR Studios в Лондоне при помощи оркестра из 90 инструментов. Хор из 40 человек также участвовал в записи, прошедшей в студии Synchron Stage в Вене. Для написания хоровой музыки Маккрири консультировался с экспертами сериала, создавая тексты на вымышленных языках мира Толкина: эльфийских языках квенья и синдарин, гномском кхуздуле, чёрном наречии Мордора и языке нуменорцев адунаике. Маккрири продолжал писать музыку для первого сезона в Лос-Анджелесе в то время, как в Европе проходила запись саундтрека большинства эпизодов, однако ему удалось выступить дирижёром оркестра при записи финала в студии AIR в апреле 2022 года. Помимо этого в создании музыкального сопровождения приняли участие актрисы София Номвете и Меган Ричардс, играющие роли принцессы Дисы и Поппи Праудфеллоу соответственно. Композицию «Where the Shadows Lie» из титров финальной серии исполнила певица Фиона Эппл.
В сентябре 2022 года Маккрири получил сценарии ко второму сезону, спустя день после завершения работы над своим блогом, где он детально описывал музыку к эпизодам. К ноябрю композитор начал работу над новым музыкальным сопровождением, параллельно съёмкам сезона. Всего было записано около восьми часов новой музыки.

## Список композиций
Вся музыка написана Беаром Маккрири, если не указано иначе.

### Сезон 1
| №                   | Название                                                                    | Длительность |
| ------------------- | --------------------------------------------------------------------------- | ------------ |
| 1.                  | «The Lord of the Rings: The Rings of Power Main Title» (автор — Говард Шор) | 1:34         |
| 2.                  | «Where the Shadows Lie» (при участии Фионы Эппл)                            | 3:49         |
| 3.                  | «Galadriel»                                                                 | 3:44         |
| 4.                  | «Khazad-dûm»                                                                | 3:21         |
| 5.                  | «Nori Brandyfoot»                                                           | 2:50         |
| 6.                  | «The Stranger»                                                              | 5:04         |
| 7.                  | «Númenor»                                                                   | 4:32         |
| 8.                  | «Sauron»                                                                    | 2:46         |
| 9.                  | «Valinor»                                                                   | 2:40         |
| 10.                 | «In the Beginning»                                                          | 7:50         |
| 11.                 | «Elrond Half-elven»                                                         | 3:24         |
| 12.                 | «Durin IV»                                                                  | 3:05         |
| 13.                 | «Harfoot Life»                                                              | 2:22         |
| 14.                 | «Bronwyn and Arondir»                                                       | 2:48         |
| 15.                 | «Halbrand»                                                                  | 2:56         |
| 16.                 | «The Boat»                                                                  | 4:09         |
| 17.                 | «Sundering Seas»                                                            | 2:42         |
| 18.                 | «Nobody Goes Off Trail»                                                     | 4:26         |
| 19.                 | «Elendil and Isildur»                                                       | 4:17         |
| 20.                 | «White Leaves»                                                              | 4:43         |
| 21.                 | «The Secrets of the Mountain»                                               | 3:50         |
| 22.                 | «Nolwa Mahtar»                                                              | 2:03         |
| 23.                 | «Nampat»                                                                    | 2:35         |
| 24.                 | «A Plea to the Rocks» (при участии Софии Номвете)                           | 3:48         |
| 25.                 | «This Wandering Day» (при участии Меган Ричардс)                            | 2:11         |
| 26.                 | «Scherzo for Violin and Swords»                                             | 1:53         |
| 27.                 | «Sailing into the Dawn»                                                     | 4:19         |
| 28.                 | «Find the Light» (эксклюзив Amazon Music)                                   | 3:27         |
| 29.                 | «For the Southlands»                                                        | 4:33         |
| 30.                 | «Cavalry»                                                                   | 4:07         |
| 31.                 | «The Promised King» (эксклюзив Amazon Music)                                | 4:06         |
| 32.                 | «Water and Flame»                                                           | 3:30         |
| 33.                 | «In the Mines»                                                              | 8:15         |
| 34.                 | «The Veil of Smoke»                                                         | 5:00         |
| 35.                 | «The Mystics»                                                               | 7:55         |
| 36.                 | «Perilous Whisperings»                                                      | 2:42         |
| 37.                 | «The Broken Line»                                                           | 5:56         |
| 38.                 | «Wise One»                                                                  | 8:45         |
| 39.                 | «True Creation Requires Sacrifice»                                          | 5:52         |
| 40.                 | «Where the Shadows Lie (Instrumental)»                                      | 3:05         |
| Общая длительность: | Общая длительность:                                                         | 2:40:54      |

### Сезон 2
| №                   | Название                                                                | Длительность |
| ------------------- | ----------------------------------------------------------------------- | ------------ |
| 1.                  | «Old Tom Bombadil» (при участии Руфуса Уэйнрайта)                       | 3:10         |
| 2.                  | «Rhûn» (при участии The Mystery of the Bulgarian Voices)                | 2:35         |
| 3.                  | «Concerning Stoors»                                                     | 3:32         |
| 4.                  | «Golden Leaves» (при участии Бенджамина Уокера)                         | 3:19         |
| 5.                  | «Cirdan's Perfection»                                                   | 6:30         |
| 6.                  | «Stone Singers» (при участии Софии Номвете)                             | 1:15         |
| 7.                  | «Sandstorm at the Well»                                                 | 3:46         |
| 8.                  | «Eregion»                                                               | 3:42         |
| 9.                  | «Emissary at the Forge»                                                 | 6:36         |
| 10.                 | «Shelob»                                                                | 1:49         |
| 11.                 | «The Pyre» (при участии Райи Ярбро)                                     | 2:29         |
| 12.                 | «Estrid»                                                                | 3:13         |
| 13.                 | «The Great Eagle»                                                       | 2:57         |
| 14.                 | «The River-daughter» (при участии Райи Ярбро)                           | 1:09         |
| 15.                 | «Barrow-wights»                                                         | 2:24         |
| 16.                 | «Forgiveness Takes an Age»                                              | 2:40         |
| 17.                 | «Candles on the Tide» (при участии Клайден Джексон)                     | 3:40         |
| 18.                 | «Army of Orcs»                                                          | 4:11         |
| 19.                 | «The Last Ballad of Damrod» (при участии Йенса Кидмана)                 | 3:18         |
| 20.                 | «Battle for Eregion»                                                    | 11:33        |
| 21.                 | «Durin's Bane»                                                          | 8:38         |
| 22.                 | «Last Temptation»                                                       | 7:12         |
| 23.                 | «The Staff»                                                             | 4:17         |
| 24.                 | «Old Tom Bombadil Reprise» (при участии Рори Киннира и Дэниела Уэймана) | 2:20         |
| 25.                 | «The Sun Yet Shines»                                                    | 4:35         |
| Общая длительность: | Общая длительность:                                                     | 1:40:50      |

## Чарты
| Чарт (2022)                                | Высшая позиция |
| ------------------------------------------ | -------------- |
| Великобритания (UK Soundtrack Albums, OCC) | 33             |
| США (Soundtrack Albums, Billboard)         | 24             |